# Hrvatski malonogometni kup – regija Istok 2018./19.
Malonogometni kup regije Istok je jedan od tri kvalifikacijska regionalna kupa za Hrvatski malonogometni kup za sezonu 2018./19., igran na području istočne Hrvatske. Kup je osvojio klub "Urije" iz Nove Gradiške.

## Sustav natjecanja
Kup se igra jednostrukim kup-sustavom krajem 2018. te u siječnju 2019. godine. U natjecanju sudjeluju futsal klubovi iz 2. HMNL - Istok i 1. HMNL koji nemaju osiguran plasman u Hrvatski malonogometni kup, te pobjednici županijskih kupova s ovog područja. Pobjednik stječe pravo nastupa u Hrvatskom kupu za 2018./19. 

## Rezultati

### Prvi krug
Igrano 28. i 30. studenog 2018.
| klub1                     | rez. | klub2                       | napomene, izvještaji          |
| ------------------------- | ---- | --------------------------- | ----------------------------- |
| Autodijelovi Tokić Požega | 7:6  | Futsal Olimpijac Županja    |                               |
| Slatina                   | 4:3  | Futsal Sveti Patrik Županja | Igrano u Slatini              |
| Urije Nova Gradiška       | 7:6  | Jakšić                      | igrano u Starom Petrovom Selu |

### Četvrtzavršnica
Igrano od 5. do 10. prosinca 2018.

| klub1                     | rez.          | klub2                   | napomene, izvještaji                                |
| ------------------------- | ------------- | ----------------------- | --------------------------------------------------- |
| Brod (Slavonski Brod)     | 3:2           | Slatina                 |                                                     |
| Urije Nova Gradiška       | 7:6           | Bata Borovo Vukovar     | igrano u Starom Petrovom Selu                       |
| Autodijelovi Tokić Požega | 3:3, 4:5 p.p. | Aurelia Futsal Vinkovci | "Aurelia Futsal" prošla boljim izvođenjem šesteraca |
| Brod 035 (Slavonski Brod) | 4:0           | Mala mljekara Valpovo   |                                                     |

### Poluzavršnica
| klub1                   | rez. | klub2                     | napomene, izvještaji |
| ----------------------- | ---- | ------------------------- | -------------------- |
| Aurelia Futsal Vinkovci | 5:6  | Urije Nova Gradiška       | [ 5 ]                |
| Brod (Slavonski Brod)   | 1:4  | Brod 035 (Slavonski Brod) | [ 5 ]                |

### Završnica
Igrano 2. siječnja 2019. godine u Starom Petrovom Selu.
| klub1               | rez.          | klub2                     | napomene, izvještaji                           |
| ------------------- | ------------- | ------------------------- | ---------------------------------------------- |
| Urije Nova Gradiška | 2:2, 6:5 p.p. | Brod 035 (Slavonski Brod) | "Urioje" pobjednik boljim izvođenjem šesteraca |

## Vanjske poveznice
- hns-cff.hr, Hrvatski malonogometni kup
- crofutsal.com, Hrvatski malonogometni kup
- hrfutsal.net